# Neisser Loyola
Neisser Loyola, né le 28 juillet 1998 à Cienfuegos, est un escrimeur belge d'origine cubaine pratiquant l'épée. Il est membre du Club d'escrime gaumais. Il obtient ses premiers résultats majeurs en compétitions internationales en 2022 avec une 6e place aux championnats d'Europe et une médaille de bronze aux championnats du monde.

## Biographie
Neisser Loyola naît le 28 juillet 1998 à Cuba. Il est le fils de l'escrimeur cubain Nelson Loyola.

### Carrière
Classé 67e mondial, il participe pour la première fois à des championnats d'Europe en 2022. A la surprise générale, il élimine le numéro 1 mondial Romain Cannone lors du tableau de 64. Sur sa lancée, il élimine également les Israéliens Grigori Beskin et Yonatan Cohen pour atteindre les quarts de finale. Il est alors forcé d'arrêter la compétition, victime de violentes crampes lors de son assaut face au Suisse Alexis Bayard.
Cette performance permet à Loyola de se hisser à la 40e position du classement mondial pour ses premiers championnats du monde. Sorti des poules, il débute le tableau en éliminant successivement l'Italien Gabriele Cimini (15-13), 20e mondial, le Suisse Max Heinzer (15-11), 11e mondial et deux fois vice-champion du monde, et l'Ukrainien Volodymyr Stankevych (14-13), 21e mondial. En quarts de finale, il poursuit sur sa lancée en battant le Kazakh Elmir Alimzhanov (15-8), 35e mondial, et s'assure ainsi de remporter au minimum la médaille de bronze. Pour une place en finale, il s'incline de justesse (15-14) contre le Français Romain Cannone, champion olympique en titre qui prend donc sa revanche. Loyola offre ainsi à la Belgique sa première médaille mondiale depuis 1951 où l'équipe de sabre masculin avait remporté le bronze. Il est 14e mondial à l'issue de ce championnat.[réf. nécessaire]

## Palmarès
- Championnats du monde
  -  Médaille de bronze en individuel aux championnats du monde 2022 au Caire

- Championnats de Belgique
  -  Médaille d'or en individuel aux championnats de Belgique 2018 à Mettet
  -  Médaille d'or en individuel aux championnats de Belgique 2019 à Mettet
  -  Médaille d'or en individuel aux championnats de Belgique 2020 à Perwez
  -  Médaille d'or en individuel aux championnats de Belgique 2022 à Ciney
  -  Médaille d'argent par équipes aux championnats de Belgique 2022 à Perwez

Jeux Olympiques Paris 2024
- - 8 Huitième aux Jeux Olympiques de Paris 2024

## Décorations
- Prix Godefroid de la province de Luxembourg (2018)[5]